# 沃拉格拉斯 (緬因州)
沃拉格拉斯（英語：Wallagrass）是一個位於美國緬因州阿魯斯圖克縣的市鎮。

## 人口
根據2020年美國人口普查的數據，沃拉格拉斯的面積為105.67平方千米，當中陸地面積為103.86平方千米，而水域面積為1.81平方千米。當地共有人口519人，而人口密度為每平方千米5人。